# Thermaikos Salónica
El Thermaikos Salónica (en griego: Μ.Γ.Σ.Σ. Θερμαϊκός Θεσσαλονίκης) es un equipo de fútbol de Grecia que juega en la Primera Liga de Macedonia.

## Historia
Fue fundado en el año 1925 en la ciudad de Salónica por un grupo de ferrocarrileros y es uno de los equipos de fútbol más viejos de Salónica y de la región de Macedonia. Con el tiempo reunían a los ferrocarrileros de distintas partes del país al punto que para el año 1957 ya contaban con 3000 miembros por la ventaja de que el club no era profesional porque sus jugadores eran empleados del ferrocarril y después crearon una sección de atletismo.
En 1925 iniciaron su participación en los torneos de Macedonia, donde fue campeón en la temporada de 1932/33 y descendió en la temporada de 1933/34.
En la temporada de 1960/61 juega por primera vez en la Alpha Ethniki, la primera división nacional, en su segunda temporada de existencia de la liga luego de ganar el campeonato de Macedonia el año anterior. Su primera temporada también fue de despedida luego de terminar en el lugar 15 entre 16 equipos solo delante del Atrómitos donde solo ganó tres partidos de los 30 que jugó, destacando un empate ante el Aris Salónica FC.
En los siguientes años estuvo en la Beta Ethniki donde jugó hasta la temporada 1964/65 luego de ser descendido al ser un equipo propiedad de un sindicato similar al Locomotiv Moscú de Unión Soviética y que se oponía a los lineamientos estatales. Jugaría por dos años en la Gamma Ethniki hasta que deciden regresar a las competiciones regionales en 1968.
En 1969 retornarían a la Beta Ethniki, en la que hasta el momento ha sido la última aparición del club en torneos nacionales.

## Palmarés
- Beta Ethniki: 1

1960
- Gamma Ethniki: 1

1968
- Primera Liga de Macedonia: 3

1933, 1960, 1969
- Segunda Liga de Macedonia: 2

1957, 2009
- Tercera Liga de Macedonia: 1

1940
- Copa de la Región de Macedonia: 2

1976, 1978